# Leptochiton laurae
Leptochiton laurae is een keverslakkensoort uit de familie van de Leptochitonidae. De wetenschappelijke naam van de soort is voor het eerst geldig gepubliceerd in 2010 door Schwabe & Sellanes.